# Stanley Aborah (calciatore 1987)
Stanley Opoku Aborah (Kumasi, 23 giugno 1987) è un ex calciatore ghanese naturalizzato belga, di ruolo centrocampista.